# See (Tirol)

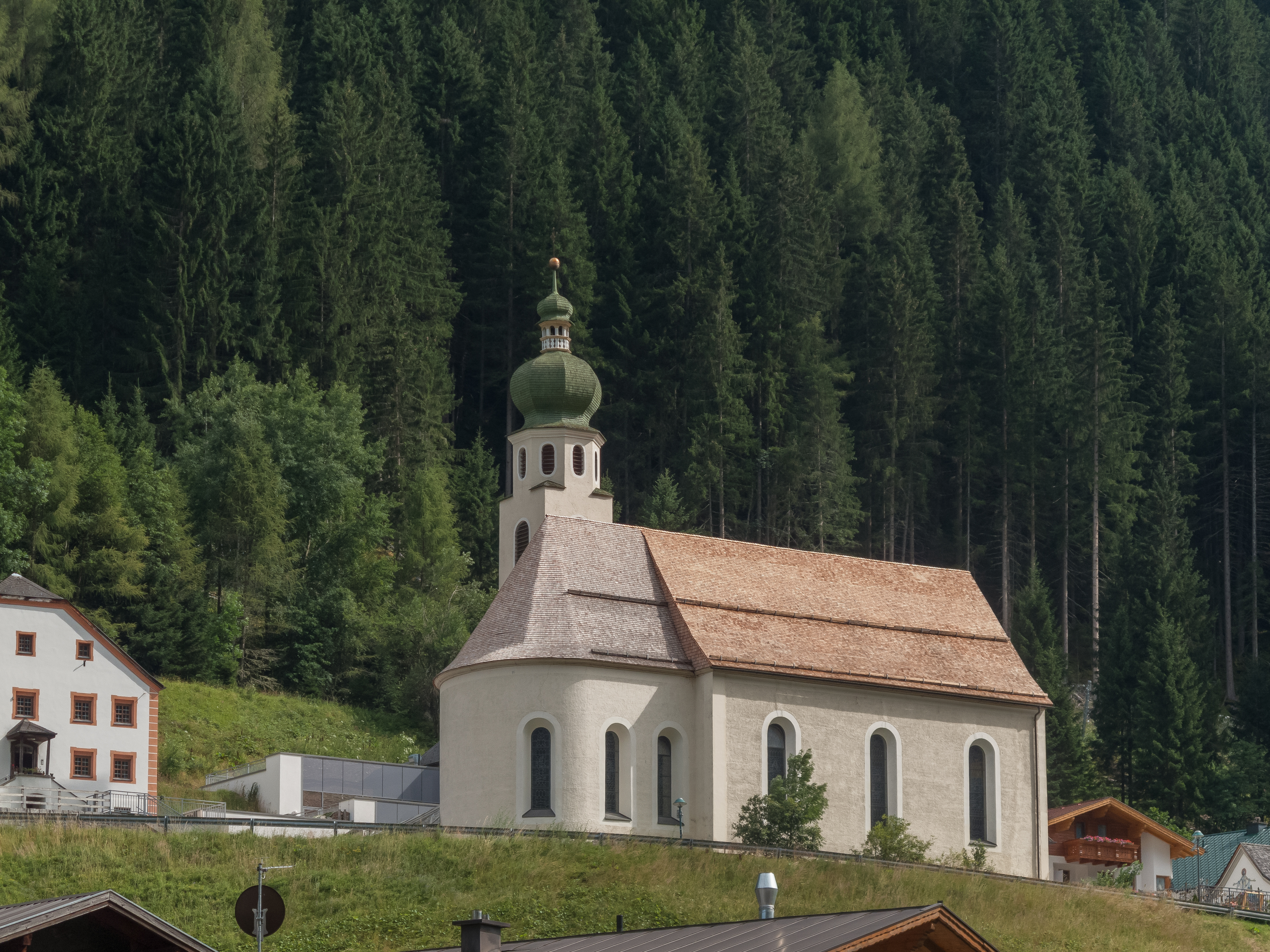
See, kerk: katholische Pfarrkirche heilige Sebastian

See is een gemeente in het district Landeck in de Oostenrijkse deelstaat Tirol.
De gemeente bestaat uit de dorpsdelen Ahle, Angerle, Feuchte, Gande (Untergande en Obergande), Gries, Habigen, Hofstattle, Klaus, Kuratl, Labebene, Maierhof, Moos, Neder, Oberhaus, Pillmad, Platz, Schnatzerau, Schusterhaus, Au, Trautmannskinder, Voräule, Wald, Winkl, Schmittal en Versing.
See is het eerste dorp in het Paznauntal (1056 meter, 800 inwoners). Het is een op toerisme ingesteld dorp in een bosrijke omgeving, aan de oevers van de Trisanna. In de 18de eeuw werkte John Ladner als beeldhouwer in het dorp. Van hem zijn een grafmonument in Kappl en de Kalvarienberg in Ischgl. Minder bekend is de schilder Matthias Schmied (1835 - 1923) uit See. Hij schilderde het altaarscherm in de kerk van See.
Het dorpje heeft ook een eigen skigebied onder de naam Bergbahnen See. Het gebied telt 8 kilometer aan blauwe pistes, 25 kilometer aan rode pistes en 8 kilometer aan zwarte piste. Deze zijn te bereiken met 2 gondelliften, 2 stoeltjesliften en 5 sleepliften. Het gebied wordt ook vaak gebruikt als goedkope uitvalsbasis voor wintersporters die liever naar Ischgl gaan.
Faggen · Fendels · Fiss · Fließ · Flirsch · Galtür · Grins · Ischgl · Kappl · Kaunerberg · Kaunertal · Kauns · Ladis · Landeck · Nauders · Pettneu am Arlberg · Pfunds · Pians · Prutz · Ried im Oberinntal · Sankt Anton am Arlberg · Schönwies · See · Serfaus · Spiss · Stanz bei Landeck · Strengen · Tobadill · Tösens  · Zams
- Gemeinsame Normdatei: 4621476-8
- Virtual International Authority File: 241217678